# 下成駅
下成駅（ハソンえき、하성역）は、朝鮮民主主義人民共和国の鉄道駅である。黄海南道新院郡に位置している。